# Teoria da arquitetura

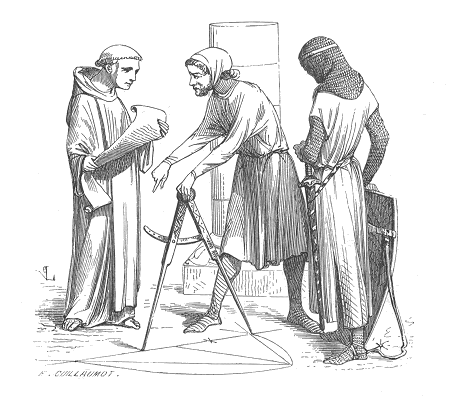
Ilustração do French Dictionary of Architecture (1856) discurso arquitetônico de Eugène Viollet-le-Duc.

Teoria da arquitetura é o ato de pensar, discutir, ou ainda mais importante, escrever sobre arquitetura. A teoria da arquitetura é ensinada na maioria das escolas de arquitetura e é praticada pelos principais arquitetos do mundo. Algumas formas que a teoria da arquitetura toma são o discurso ou diálogo, o tratado ou livro, e o projeto no papel ou ingresso de competição. A teoria da arquitetura é geralmente didática e teóricos tendem a ficar próximos ou trabalharem dentro das escolas. Ela existe de alguma forma desde a Antiguidade e tornou-se mais comum ao ser publicada. Livros, revistas e periódicos publicaram um quantidade sem precedentes de trabalhos de arquitetos e críticos no século XX. Como resultado, estilos e movimentos foram formados e dissolvidos muito mais rapidamente que os modos relativamente duradouros da história antiga. É esperado que com o uso da internet o avanço do discurso da arquitetura seja ainda maior no século XXI.

## Contemporaneidade

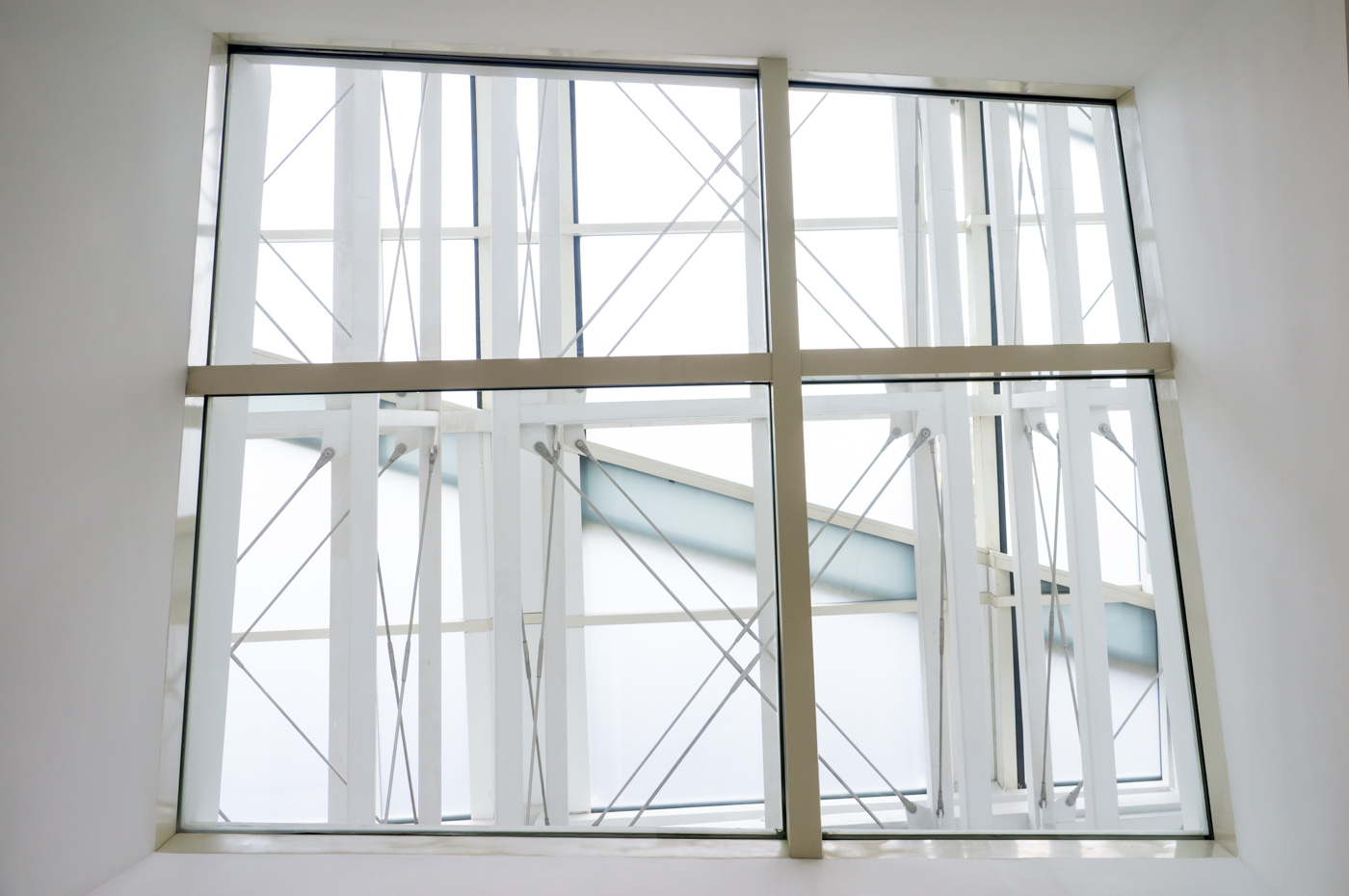
A Cidade da Cultura / Eisenman Architects

No discurso arquitectónico contemporâneo, a teoria focou-se mais na preocupação com a sua posição dentro da cultura em geral, e do pensamento em particular. É por isso que os cursos universitários sobre teoria da arquitetura dedicam frequentemente tanto tempo à discussão da filosofia e dos estudos culturais como dos edifícios, e que a investigação avançada de pós-graduação e as dissertações de doutoramento se concentram em tópicos filosóficos relacionados com as humanidades arquitetónicas. Alguns teóricos da arquitetura visam discutir temas filosóficos ou envolver-se em diálogos diretos com filósofos, como no caso do interesse de Peter Eisenman e Bernard Tschumi no pensamento de Derrida, ou do interesse de Anthony Vidler nas obras de Freud e Lacan, para além do interesse na Poética do Espaço de Gaston Bachelard ou em textos de Gilles Deleuze. Este tem sido também o caso de educadores no meio académico como Dalibor Vesely ou Alberto-Perez Gomez, e em anos mais recentes esta orientação filosófica tem sido reforçada através da investigação de uma nova geração de teóricos (E.G. Jeffrey Kipnis ou Sanford Kwinter). Da mesma forma, podemos referir arquitetos contemporâneos interessados em filosofia e estudos culturais. Alguns estão interessados em fenomenologia e neuroestética, como Sarah Williams Goldhagen,  Sarah Robinson e Christian Norberg-Schulz, ou especializam-se como filósofos e historiadores da ciência, como Nader El-Bizri, que é também um fenomenólogo notável (principalmente em estudos de Heidegger. Outros, como Beatriz Colomina e Mary McLeod, expandem a compreensão histórica da arquitetura para incluir discursos menores que influenciaram o desenvolvimento de ideias arquitetónicas ao longo do tempo.
Os estudos sobre o feminismo na arquitetura e sobre a sexualidade e o género como expressões culturais poderosas são também considerados parte integrante do discurso teórico do século XX e estão associados a pessoas como Dolores Hayden, Catherine Ingraham, Jennifer Bloomer e Sylvia Lavin. A ideia de que a teoria envolve crítica também deriva dos estudos literários pós-estrutural no trabalho de muitos outros teóricos e arquitetos, como Mark Wigley e Diana Agrest, entre outros. Nas suas teorias, a arquitetura é comparada a uma linguagem que pode ser inventada e reinventada de cada vez que é utilizada. Esta teoria influenciou a chamada arquitetura desconstrutivista. Por outro lado, os inovadores da sociedade na internet, particularmente os programadores de software de Silicon Valley, adotaram a ênfase de Christopher Alexander in The Timeless Way of Building (1979) nas linguagens de modelo otimizadas no local à medida que a construção ocorre.
Desde 2000, a teoria da arquitetura também teve de lidar com a rápida ascensão do planeamento urbano e da globalização. Ao desenvolver uma nova compreensão da cidade, muitos teóricos desenvolveram novas compreensões das condições urbanas do nosso planeta (EG Rem Koolhaas's Bigness). Os interesses na fragmentação e na arquitetura como objetos efémeros afetaram ainda mais este pensamento (por exemplo, a preocupação em empregar alta tecnologia), mas também se ligaram a preocupações gerais como a ecologia, os mass media e o economicismo.
Na última década, assistiu-se ao surgimento da chamada arquitetura “digital”. Várias tendências e metodologias de design estão a desenvolver-se simultaneamente, algumas das quais se reforçam mutuamente, enquanto outras se opõem. Uma dessas tendências é a biomimética, que é o estudo da natureza, dos seus padrões, sistemas, processos e elementos, para os imitar ou inspirar-se neles para resolver problemas humanos. Os arquitetos também projetam edifícios de aspeto orgânico na tentativa de desenvolver uma nova linguagem formal. Outra tendência é a exploração daquelas técnicas computacionais que são influenciadas por algoritmos relevantes para os processos biológicos e por vezes designadas por morfogénese digital. Na tentativa de utilizar a criatividade computacional na arquitetura, os algoritmos genéticos desenvolvidos na ciência da computação são utilizados para desenvolver projetos num computador, e alguns deles são propostos e construídos como estruturas reais. Desde o aparecimento destas novas tendências arquitectónicas, muitos teóricos e arquitectos têm trabalhado nestas questões, desenvolvendo teorias e ideias como o "Parametricismo" de Patrick Schumacher.
O mundo teórico da arquitetura contemporânea é plural e multicolorido. Existem diferentes escolas dominantes de teoria arquitetónica baseadas na análise linguística, filosofia, pós-estruturalismo ou teoria cultural. Por exemplo, há um interesse crescente na redescoberta do projeto pós-modernista (Sam Jacob), na definição de novas tendências radicais na arquitetura e na sua implicação no desenvolvimento das cidades (Pier Vittorio Aureli), na adesão à ideia de disciplina e numa nova abordagem formalista da arquitetura através da apropriação de conceitos da Filosofia Orientada a Objetos. No entanto, é demasiado cedo para dizer se alguma destas explorações terá um impacto generalizado ou duradouro na arquitectura.
Na segunda década do século XXI, surge a teoria arquitetónica baseada nos referenciais da teoria da reprodução social e da ética do cuidado. Esta abordagem é introduzida no volume editado por Doina Petrescu e Kim Trogal sobre a (re)produção social da arquitetura e no volume Critical Care. Arquitectura e Urbanismo do Broken Planet editado por Angelika Fitz e Elke Krasny.
Segundo Martín‑Hernández a teoria hoje pode ser "desenvolvida, alterada e modificada ao longo do tempo", longe de constituir um manifesto. Trata-se, portanto, de uma ideia de teoria que não é prescritiva (como o fora a de Alberti a Peter Eisenman), mas crítica da situação da arquitetura atual, próxima da história crítica” de Tafuri. Uma teoria contingente e aberta poderá ser a resposta à recusa ou negação da teoria

## Alguns teóricos de arquitetura
- Le Corbusier
- Walter Gropius
- Lúcio Costa

## Classicismo
- Vitrúvio
- Leon Battista Alberti
- Cesare Cesariano
- Filarete
- Francesco di Giorgio Martini
- Sebastiano Serlio
- Andrea Palladio
- Vignola
- Marc-Antoine Laugier
- Eugène Viollet-le-Duc
- John Ruskin
- Horatio Greenough
- Karl Friedrich Schinkel
- Gottfried Semper
- Hans Auer
- Paul Sédille
- Constantin Lipsius
- Richard Streiter
- Hermann Muthesius

## Modernismo
- Bruno Zevi
- Steen Eiler Rasmussen
- Otto Wagner
- Theo van Doesburg
- Le Corbusier
- Adolf Loos
- Raymond Unwin
- William Pereira
- Ebenezer Howard
- Serge Chermayeff
- Manfredo Tafuri
- Christian Norberg-Schulz
- Lúcio Costa

## Pós-modernismo
- Charles Jencks
- Aldo Rossi
- Demetri Porphyrios
- Robert Venturi

## Idade Contemporânea
- Kenneth Frampton
- Christopher Alexander
- Corrado Levi
- Stan Allen
- Jeff Kipnis
- Rem Koolhaas
- Leon Krier
- Sanford Kwinter
- Daniel Libeskind
- Juhani Pallasmaa
- Colin Rowe
- Nikos Salingaros
- Robert Somol
- Bernard Tschumi
- Anthony Vidler
- Mark Wigley
- Peter Eisenman
- Herman Hertzberger

## Leituras adicionais
- Reyner Banham. Theory and Design in the First Machine Age. Praeger Publishers, 1960. ISBN 0262520583
- Bernd Evers, Christoph Thoenes, et al. Architectural Theory from the Renaissance to the Present. Taschen, 2003. ISBN 382281699X
- Saul Fisher, Philosophy of Architecture, Stanford Encyclopedia of Philosophy, 2015, Edward N. Zalta (ed.)
- K. Michael Hays. Architecture Theory since 1968. Cambridge: MIT Press, 1998. ISBN 0262581884
- Stephen R. Kellert, Judith Heerwagen, and Martin Mador (editors), "Biophilic Design: the Theory, Science, and Practice of Bringing Buildings to Life", John Wiley, New York, 2008. ISBN 9780470163344
- David Kolb. Postmodern Sophistications. Chicago: University of Chicago Press, 1990.
- Hanno-Walter Kruft. A history of architectural theory: from Vitruvius to the present. Princeton Architectural Press, 1994.
- Vitruvius, Translation: Morris Hicky Morgan (1960). The Ten Books On Architecture. Dover Publications.